# Балабаново (град)
 За селото в България вижте Балабаново.  
Балабаново (на руски: Балабаново) е град в Русия, разположен в Боровски район, Калужка област. Населението на града към 1 януари 2018 е 25 608 души.

## История
Селището е упоменато през 1584 година, през 1972 година получава статут на град.

## Население
| Година | Население |
| ------ | --------- |
| 1969   | 3400      |
| 1970   | 10 900    |
| 1979   | 15 400    |
| 1989   | 19 100    |
| 1992   | 19 900    |
| 1998   | 20 300    |
| 2001   | 22 000    |
| 2010   | 26 937    |
| 2018   | 25 608    |